# Hypocrita rhamses
Hypocrita rhamses là một loài bướm đêm thuộc phân họ Arctiinae, họ Erebidae.